# Starostwo
Starostwo – jednostka podziału administracyjnego funkcjonująca w Koronie Królestwa Polskiego i Wielkim Księstwie Litewskim. W Polsce starostwa funkcjonowały od XIV wieku. Starostwa ustanawiane były w dobrach ziemskich należących do króla (królewszczyzna) i nadawane były szlachcicom dożywotnio.
W Polsce funkcjonowały dwa rodzaje starostw:
- starostwo niegrodowe (tenuta) – królewszczyzna w użytkowaniu starosty niegrodowego (tenutariusza) w formie dzierżawy lub zastawu, z eksploatacji której starosta czerpał dochody, jednak nie posiadając uprawnień policyjnych i egzekucyjnych na jej terenie (Starosta niegrodowy)
- starostwo grodowe – kompleks dóbr królewskich zarządzany przez starostę, z którego dochody były przeznaczany na jego utrzymanie, działalność sądową, policyjną, egzekucyjną i administracyjną (starosta grodowy)